# Brachydesmus macedonicus
Brachydesmus macedonicus är en mångfotingart som beskrevs av Mrsic 1988. Brachydesmus macedonicus ingår i släktet Brachydesmus och familjen plattdubbelfotingar. Inga underarter finns listade i Catalogue of Life.